# Release (film)
Release è un film del 2010 scritto e diretto da Darren Flaxstone e Christian Martin.

## Trama
Padre Jack Gillie entra in prigione da colpevole, condannato per un crimine che vede la Chiesa e la sua congregazione abbandonarlo e la sua fede viene messa a dura prova. Convinti che sia stato condannato per pedofilia, i suoi compagni di prigione istillano il dubbio nella mente di Rook, il suo compagno di cella adolescente. Dopo aver salvato il ragazzo da un pestaggio, Jack diventa la preda dei detenuti. In suo aiuto giunge Martin, un ufficiale della prigione, di cui Jack si innamora. I due uomini intraprendono così una relazione illecita e pericolosa dietro le porte delle celle.

## Distribuzione
Release venne distribuito nei cinema nel 2010 e venne subito selezionato per essere trasmesso in numerosi festival cinematografici a tema LGBT del mondo, tra cui il Sydney Mardi Gras, il Melbourne Queer Film festival, il Vertzaubert Queer Film Festival, il Miami Gay and Lesbian Film Festival e il Philadelphia Q Fest.

## Accoglienza

### Critica
Il New York Times ha descritto la sua distribuzione come "una riflessione prevedibile ma poetica sulla fede, l'ipocrisia e il peso della coscienza".